# Stephen Graham
Stephen Joseph Graham (n. 3 august 1973, Kirkby, Anglia, Regatul Unit) este un actor englez, cunoscut pentru rolurile sale din filmele Snatch, The Irishman sau Gangs of New York.

## Filmografie

### Film
| An   | Titlu                                            | Rol                               | Note                                                                                                 |
| ---- | ------------------------------------------------ | --------------------------------- | --- |
| 1990 | Dancin' Thru the Dark                            | Football Kid                      | |
| 1991 | Blonde Fist                                      | Son                               | |
| 1997 | Downtime                                         | Jacko                             | |
| 1998 | Joint Venture                                    | Ace                               | Scurtmetraj                                                                                          |
| 2000 | Snatch                                           | Tommy                             | |
| 2001 | Blow Dry                                         | Photographer                      | |
| 2001 | The Last Minute                                  | DJ Banana                         | |
| 2002 | Revengers Tragedy                                | Officer                           | |
| 2002 | Gangs of New York                                | Shang                             | |
| 2003 | American Cousins                                 | Henry                             | |
| 2003 | Without You                                      | Billy                             | Scurtmetraj                                                                                          |
| 2004 | The I Inside                                     | Travis                            | |
| 2005 | Pit Fighter                                      | Harry                             | |
| 2005 | Goal!                                            | Des                               | |
| 2006 | Scummy Man                                       | George                            | Scurtmetraj                                                                                          |
| 2006 | This Is England                                  | Andrew "Combo" Gascoigne          | Nominalizare —British Independent Film Award for Best Supporting Actor                               |
| 2007 | The Good Night                                   | Victor                            | |
| 2008 | Filth and Wisdom                                 | Harry Beecham                     | |
| 2008 | The Crew                                         | Franner                           | |
| 2008 | Inkheart                                         | Fulvio                            | |
| 2009 | The Devil's Wedding                              | The Hotelier                      | Scurtmetraj                                                                                          |
| 2009 | Awaydays                                         | Godden                            | |
| 2009 | The Damned United                                | Billy Bremner                     | |
| 2009 | Doghouse                                         | Vince                             | |
| 2009 | Public Enemies                                   | Baby Face Nelson                  | |
| 2010 | London Boulevard                                 | Danny                             | |
| 2010 | Season of the Witch                              | Hagamar                           | |
| 2011 | Pirates of the Caribbean: On Stranger Tides      | Scrum                             | |
| 2011 | Texas Killing Fields                             | Rhino                             | |
| 2011 | Tinker Tailor Soldier Spy                        | Jerry Westerby                    | |
| 2011 | Being Eileen                                     | Pete Lewis                        | |
| 2012 | Best Laid Plans                                  | Danny                             | |
| 2012 | Blood                                            | Chrissie Fairburn                 | |
| 2014 | Get Santa                                        | Barber                            | |
| 2014 | Hyena                                            | David Knight                      | |
| 2015 | A Patch of Fog                                   | Robert Green                      | |
| 2015 | Orthodox                                         | Benjamin                          | Producător executiv                                                                                  |
| 2017 | Pirates of the Caribbean: Dead Men Tell No Tales | Scrum                             | |
| 2017 | Film Stars Don't Die in Liverpool                | Joe Turner Jr.                    | |
| 2017 | Journey's End                                    | Trotter                           | |
| 2017 | Funny Cow                                        | Mike                              | |
| 2017 | The Man with the Iron Heart                      | Heinrich Himmler                  | |
| 2018 | Yardie                                           | Rico                              | |
| 2018 | Walk like a Panther                              | Mark Bolton                       | |
| 2019 | Hellboy                                          | Gruagach                          | Voce                                                                                                 |
| 2019 | Rocketman                                        | Dick James                        | |
| 2019 | The Irishman                                     | Anthony "Tony Pro" Provenzano     | Nominalizare —en:Screen Actors Guild Award for Outstanding Performance by a Cast in a Motion Picture |
| 2019 | Boiling Point                                    | Chef                              | Scurtmetraj                                                                                          |
| 2019 | Pop                                              | Pop                               | |
| 2020 | Greyhound                                        | Locotenent Commander Charlie Cole | |
| 2021 | Venom: Let There Be Carnage                      |                                   | Post-producție                                                                                       |

### Televiziune
| An        | Titlu                             | Rol                                | Note                                                                                               |
| --------- | --------------------------------- | ---------------------------------- | -------------------------------------------------------------------------------------------------- |
| 1990      | Children's Ward                   | Mickey Bell                        | 2 episoade                                                                                         |
| 1993      | Heartbeat                         | Barry Ward                         | Episodul: "Riders of the Storm"                                                                    |
| 1996      | Devil's Food                      | WPKV News Director                 | Film TV                                                                                            |
| 1997      | The Lakes                         | Graham                             | "Episode No.1.1"                                                                                   |
| 1998      | Brothers and Sisters              | Andrew                             | |
| 1998      | Where the Heart Is                | Nick Bowen                         | Episodul: "Darkness Follows"                                                                       |
| 1998      | Liverpool 1                       | Thewlis                            | 2 episoade                                                                                         |
| 1998      | The Jump                          | Peter McNulty                      | 2 episoade                                                                                         |
| 1998–2002 | The Bill                          | Jezzo / Jason Barrett              | 3 episoade                                                                                         |
| 1999      | Coronation Street                 | Lee Sankey                         | 5 episoade                                                                                         |
| 2000      | Forgive and Forget                | John                               | Film TV                                                                                            |
| 2001      | Band of Brothers                  | Sgt. Myron "Mike" Ranney           | 2 episoade                                                                                         |
| 2002      | Flesh and Blood                   | Eddie                              | Film TV                                                                                            |
| 2004      | Top Buzzer                        | Lee                                | 10 episoade                                                                                        |
| 2005      | M.I.T.: Murder Investigation Team | Jason Phelps                       | "Episode No.2.3"                                                                                   |
| 2005      | Last Rights                       | Steve                              | Miniserie                                                                                          |
| 2005      | Empire                            | Bazzer                             | Miniserie                                                                                          |
| 2006–2007 | The Innocence Project             | Andrew Lucas                       | 6 episoade                                                                                         |
| 2008      | The Passion                       | Barabbas                           | 3 episoade                                                                                         |
| 2008      | Occupation                        | Danny Ferguson                     | 3 episoade                                                                                         |
| 2008      | The Street                        | Shay Ryan                          | 2 episoade Nominalizare — RTS Award for Best Actor                                                 |
| 2010      | This Is England '86               | Andrew "Combo" Gascoigne           | 2 episoade                                                                                         |
| 2010–2014 | Boardwalk Empire                  | Al Capone                          | 36 episoade Screen Actors Guild Award for Outstanding Performance by an Ensemble in a Drama Series |
| 2011      | This Is England '88               | Andrew "Combo" Gascoigne           | 2 episoade                                                                                         |
| 2011      | Walk like a Panther               | Mark Bolton                        | 1 episod                                                                                           |
| 2012      | Accused                           | Tony                               | Episodul: "Tracie's Story"                                                                         |
| 2012      | Parade's End                      | Vincent Macmaster                  | 5 episoade                                                                                         |
| 2012      | Good Cop                          | Noel Finch                         | 4 episoade                                                                                         |
| 2013      | Playhouse Presents                | Len                                | Episodul: "The Call Out"                                                                           |
| 2015      | This Is England '90               | Andrew "Combo" Gascoigne           | 3 episoade Nominalizare —British Academy Television Award for Best Actor                           |
| 2016      | The Secret Agent                  | Chief Inspector Heat               | 3 episoade                                                                                         |
| 2016      | The Watchman                      | Carl                               | Film TV                                                                                            |
| 2017      | Decline and Fall                  | Philbrick                          | 3 episoade                                                                                         |
| 2017      | Taboo                             | Atticus                            | 8 episoade                                                                                         |
| 2017      | Little Boy Blue                   | Detectiv Superintendent Dave Kelly | 4 episoade                                                                                         |
| 2018      | Save Me                           | Fabio "Melon" Melonzola            | 6 episoade                                                                                         |
| 2018      | Action Team                       | Gavril                             | Episodul: "Mind Games"                                                                             |
| 2019      | Line of Duty                      | John Corbett                       | Series 5                                                                                           |
| 2019      | The Virtues                       | Joseph                             | 4 episoade                                                                                         |
| 2019      | A Christmas Carol                 | Jacob Marley                       | Miniserie                                                                                          |
| 2020      | White House Farm                  | DCI Taff Jones                     | |
| 2020      | Code 404                          | DI Roy Carver                      | |
| TBA       | The North Water                   | Captain Brownlee                   | |

### Videoclipuri
| An   | Titlu                          | Artist                             |
| ---- | ------------------------------ | ---------------------------------- |
| 2006 | "When the Sun Goes Down"       | Arctic Monkeys                     |
| 2007 | "Fluorescent Adolescent"       | Arctic Monkeys                     |
| 2008 | "I Remember"                   | Deadmau5 ft. Kaskade               |
| 2010 | "Unloveable"                   | Babybird                           |
| 2017 | "You're in Love with a Psycho" | Kasabian                           |
| 2017 | "I Adore You"                  | Goldie                             |
| 2018 | "Finger on the Trigger"        | Gazelle                            |
| 2019 | "Wandering Star"               | Noel Gallagher's High Flying Birds |

## Legături externe
- Stephen Graham la Internet Movie Database